# Gastronomia gitana

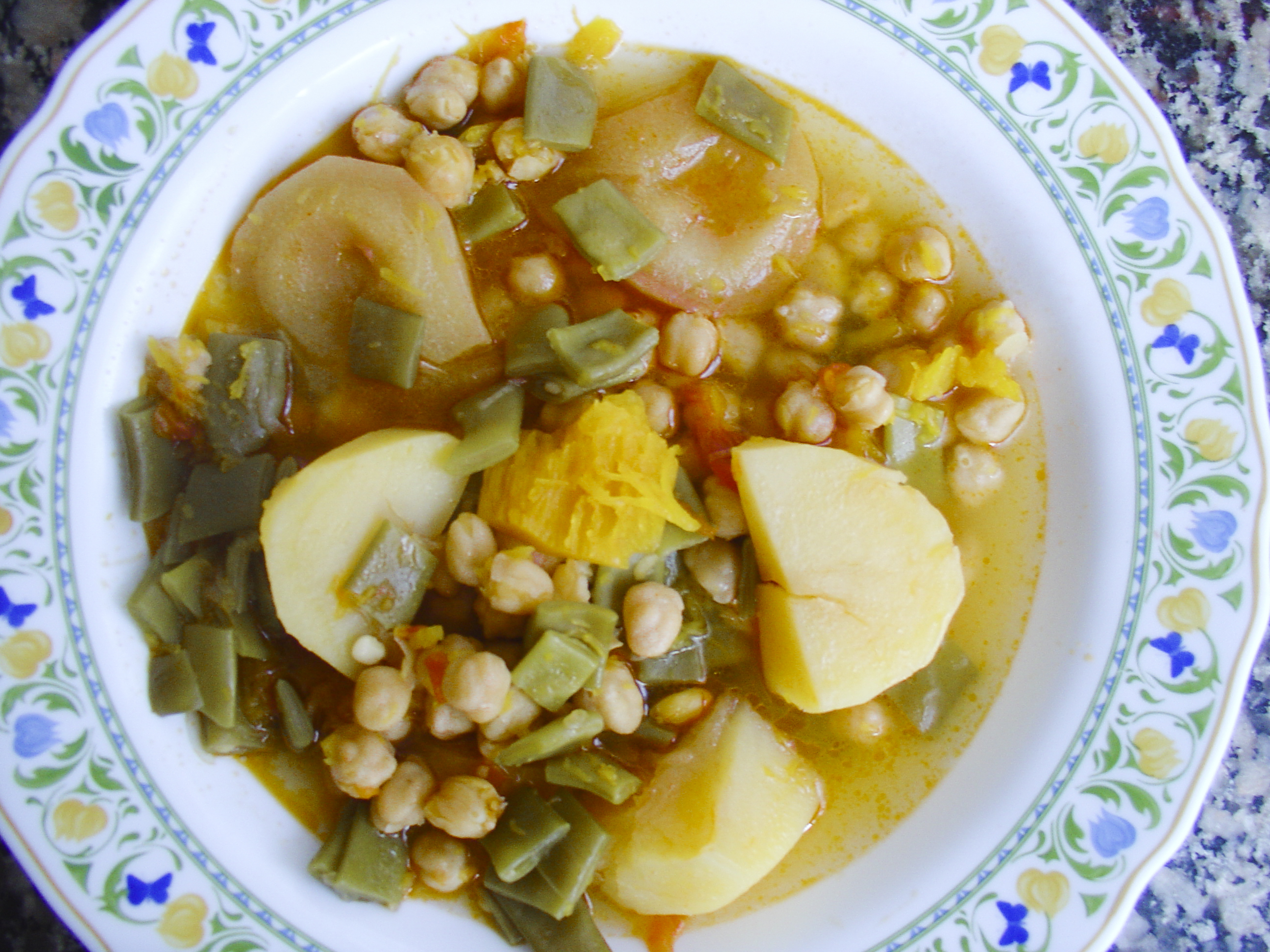
Olla gitana, un potatge espanyol de Múrcia

La gastronomia romaní és la tradició culinària del poble caló, influïda notablement per la cuina espanyola. La comunitat gitana té orígens diversos, i es troba assentada en diferents llocs de la península ibèrica i més enllà, per la qual cosa no es distingeix una cuina gitana com a tal, però sí que es pot parlar d'una forma «agitanada» de cuinar.
La gastronomia gitana és un reflex de l'estil de vida humil i nòmada dels romanís. Es considera una cuina d'aprofitament, basada sobretot en llegums, verdures i arrossos en què destaquen plats calòrics i substanciosos com els potatges (plats «de cullera»). Malgrat la senzillesa dels ingredients, els plats solen tenir molt de color i varietat de sabors. De fet, és popular entre els gitanos dir que «un menjar sense color, és un menjar paia». A la llengua caló, s'anomena jallipén o jama el menjar i jalar o jama l'acte de menjar.
La cultura gastronòmica dels gitanos es transmet principalment per tradició oral de mares a filles. També és freqüent veure els homes entre fogons. El menjar té un paper rellevant en la vida gitana, ja que a més d'alimentar, té la funció d'unir a la comunitat; sempre se serveix en abundància a tots els familiars i convidats, i fins i tot es cuina de més per portar a les cases d'altres éssers estimats.
Un factor que està provocant la lenta i silenciosa desaparició d'aquesta tradició culinària és el desinterès entre les noves generacions a aprendre-les. Pel que fa a llibres de cuina, un dels referents és La cuina gitana de Matilde Amaya (2002), la dona de Juan Habichuela.

## Característiques
Berza gitana, típic de l'àrea de Jerez: cigrons, porc, mantega colorá, berzas (tipus de col)...tradicionalment inclou tagarnina, un tipus de card o bleda silvestre, Arròs amb fonolls.

### Potatges i llegums

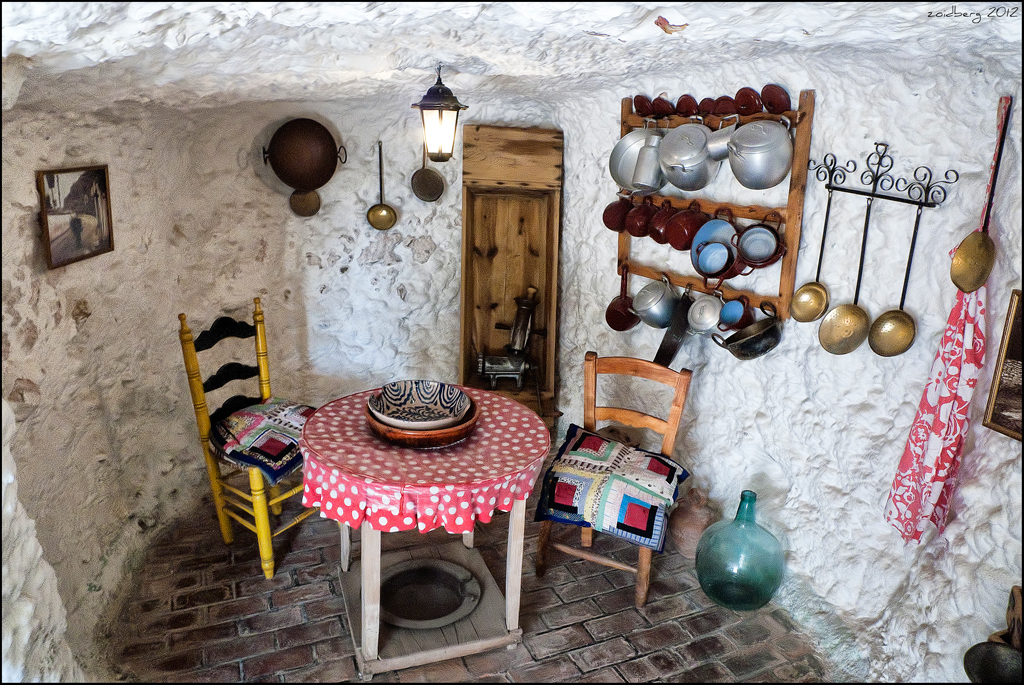
Antiga cuina gitana a les Coves del Sacromonte.

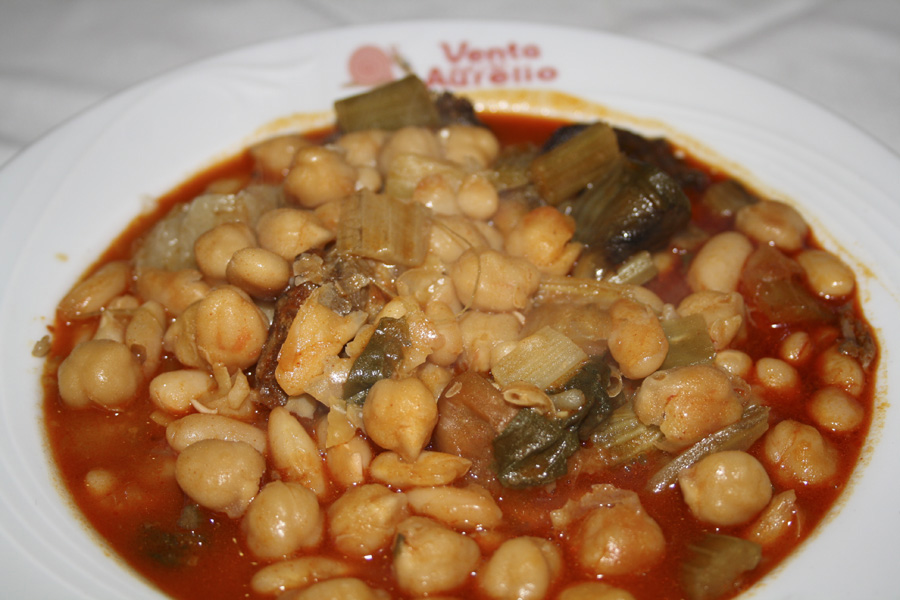
Berza gitana, típic de l'àrea de Jerez: cigrons, porc, llard color, cols (tipus de col)...tradicionalment inclou tagarnina, un tipus de card o bleda silvestre.

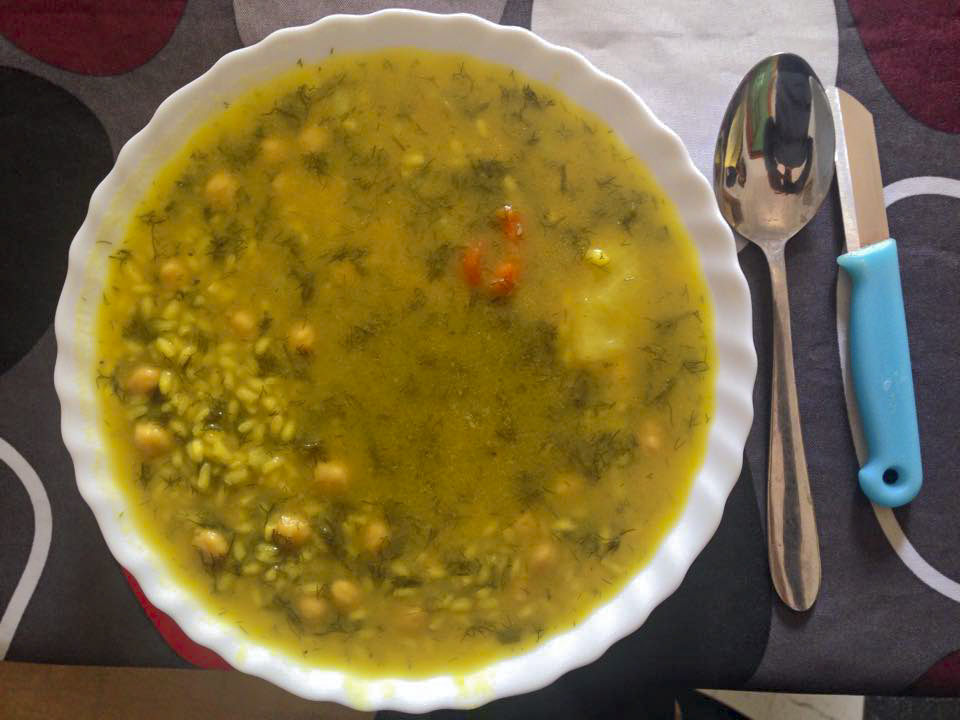
Arròs amb fonolls

El caràcter nòmada dels gitanos limitava el nombre de utensilis de cuina que les cuineres podien transportar amb si, per aquest motiu gran part dels àpats es cuinaven en una sola olla gran, de manera que prevalen les sopes calentes, guisats, olles... preparacions humils però molt omplidores i calòriques. Exemples són l'olla de cols o olla amb peres (olla gitana), la berza, el «guisaíllo», la cigron, el potatge de Nit de Nadal, l'empedradillo, l'escudella (entre els gitanos de Catalunya), els andrajos (al sud)... etc. sempre incloent cigrons, mongetes (frijos), llenties i altres llegums. Els llegums són la base nutricional de la dieta romaní, ja que era un aliment accessible, consistent i versàtil. Així mateix ho són la patata, l'arròs, el pa o la pasta. Els plats romanís se serveixen ben calents per combatre el fred i les dures condicions de vida, i de fet escassegen els plats freds com les Amanides amanides.

### Vegetals i condiments
Entre les espècies, destaca l'ús de fonoll fresc, que és una herba aromàtica de temporada que creix de forma natural a la vora dels camins i es cull silvestre per aportar un toc anisat en molts guisats. Una recepta gitana és l'arròs amb fonolls o les fesols amb fonolls. Altres plantes que es recullen silvestres del medi natural és el cardillo o tagarnina, les carxofes o els espàrrecs de marge.
Els gitanos agraden molt d'aromatitzar els seus plats, sent els condiments més típics el all, el pebre vermell dolç i el safrà, que proporcionen un bell color groc ataronjat a tots els seus plats.
Tradicionalment els gitanos no són un poble que practiqui el cultiu, sinó la recol·lecció; per això molts ingredients són d'origen silvestre, com els bolets com el xampinyó silvestre o el bolet de card, diverses herbes, petits animals.

### Carns
El menjar tradicional gitano és essencialment vegetarià, encara que també hi ha plats de carns. Cal destacar les aus de corral com la gallina, que és una carn més dura i saborosa que la carn de pollastre. També la carn d'oca o la carn de porc, especialment les parts menys nobles, com les vísceres. Les casquerías (parts menys nobles de l'animal) són aliment comú a les cuines gitanes. Les despulles dels caps de bestiar són denominats «gardinges» a Andalusia. Els quallars de porc (estómac) es preparen en un guisat amb tomàquet, pebrot i vi blanc. Altres productes de triperia són els morros, els retorteros (amígdales de vedella) o els carrers (o menúos, els budells del porc), amb els quals es preparen els carrers a l'andalusa. Entre els gitanos Granadanos, els sessos i altres despulles s'usen per elaborar la truita del Sacromonte. I entre els gitanos extremenys, el remenat de criadillas o la sopa de perdiu. És comú cuinar les carns a la brasa.

### Peix
El peix fresc no és gaire comú perquè antigament era massa car, però sí el peix en conserva o en salassó, com el areng o el bacallà a salaó. Històricament, els gitanos de la costa només tenien accés als peixos «de bastina», és a dir, els de baixa qualitat (ja sigui perquè tenen més espines o menys carn) com el marrajo, el esqual o el peix espasa; aquests també coneguts com a «peixos de cuir» ja que tots els taurons tenen una pell molt dura com el cuir, i són de baixa qualitat.
Els romanís van aportar a la cuina andalusa el costum de fregir el peix. El lluç gitana es prepara enfarinat i fregit juntament amb all, ceba, tomàquet i pebre. Se sap que molts plats de peix i marisc que avui es mengen a Andalusia tenen el seu origen en les famílies de marengos gitanes. Exemple d'això són el caçó adobat (cazón en adobo o bienmesabe) o la tortillita de gambetes, així com els fideus amb verat i altres plats de pasta gruixuda amb peix. Tots ells són típics de la badia de Cadis i altres zones costaneres d'Andalusia.

### Altres plats
- Caragols o cabrillas, típics de l'estiu, es recullen darrere les pluges i es guisen amb all, ceba, fonoll, poliol i altres condiments. Antigament a Espanya, les persones dedicades a recollir i vendre al carrer els cargols eren anomenats «xaraguers», majoritàriament eren gitanos.
- Gatxes gitanes, tal com es preparen a les Alpujarras en un brou picant de pebrots. Es diferencien de les fatxes manxegues en què la farina no es fregeix, només es cou.
- Gurullos, tipus de pasta consumida al sud-est (Almeria i Múrcia principalment).
- Migas de pa amb carn, peix o verdures, i espècies.
- Repapa'ls, també anomenats «mandonguilles de pa» un plat típic dels gitanos extremenys, els qui anomenen Marochandé ('Terra del Pa') a Extremadura. Poden ser dolços o salats
- Zarangollo, un remenat d'ou amb carbassó, patata i ceba, de vegades també tomàquet, típic de la Regió de Múrcia.

### Postres i dolços
El paladar gitano té una gran predilecció pel dolç, encara que en aquest cas no hi ha una diferència significativa amb la rebosteria espanyola en general: xurros, pasta de full,ossos de sant, pinyonate, cansalada de cel, etc.
Són típiques entre els gitanos les fruites de paella (massa fregida dolça) com els bunyols de vent o els pestiños. Tots ells es preparen tradicionalment a les festivitats religioses. També es preparen les torrijas a Setmana Santa.
Per confusió del nom, se sol pensar que el braç de gitano és d'origen gitano, però no està relacionat. Unes postres que es comercialitzen a Espanya sota el nom de «Gitanitos» són un braç de gitano de mida petita, tampoc tenen res a veure amb els romanís. Ni tampoc són d'origen gitano el pastís gitana anglès (gypsy tart) ni el pastís hongarès Rigójancsi, que pren el seu nom del violinista gitano Rigó Jancsi, però cap d'aquestes postres és preparada o consumit pels romanins.

### Begudes
Els gitanos tenen una cultura del cafè pròpia. És costum oferir aquesta beguda ben calenta als convidats com a gest de cortesia, acolliment i respecte. En general, els assumptes familiars i els acords de negoci es tracten servint una tassa de cafè dolç.
El «cafè de olla» gitano consisteix a fer cafè mòlt en una olla amb aigua bullint, remenar, tapar i deixar reposar per uns minuts. Després es cola i se serveix amb generosa quantitat de sucre.

## Gastronomia i música
Molts cantaors gitanos dediquen versos a la cuina, per la qual cosa el menjar és tema recurrent a les cançons tradicionals gitanes, entre elles:
- Fes-hi guindes al gall dindi (1942), de Lola Flores.
- Jo Vull Menjar Taronges (1965), de El Príncep Gitano.
- M'ho menjo to' (2004), de La Chiqui de Jerez.

A la vila sevillana de Utrera se celebra anualment des de 1957 el Potatge Gitano d'Utrera, considerat el festival de flamenc més antic del món. Aquest esdeveniment, al que es preparen un gran menjar acompanyat de flamenc, té el seu origen en un sopar que va celebrar la Germandat dels Gitans, que va tenir un guisat de fesols com a plat principal. Altres festivals han sorgit arran d'aquest per tot el territori andalús: el Gaspatxo Andalús a Morón, la Caracola a Lebrija... etc. A Vera (Almeria), el poble amb major proporció de gitanos en relació amb el seu nombre d'habitants a tot Espanya, es va celebrar entre 2016 i 2017 el Concurs de Gastronomia Gitana com a colofó del Dia del Gitano Andalús, amb activitats de tota mena. de la seva cuina més tradicional.

## Gastronomia gitana fora d'Espanya
Els gitanos d'altres zones d'Europa, com Alemanya o els Balcans tenen una cuina diferenciada, en la qual predominen les carns fumades fruit de la caça. Té en comú el gust pels plats acolorits i especiats. S'usen el pebrot, el pebre vermell, la cúrcuma o el cardamom. La col o repollo és un producte bàsic de gran importància. Entre els plats típicament sintis destaquen la sarma, que és arròs embolicat en fulla de parra, el zigeunerschnitzel, «escalop gitano», o el chartchouklo, un guisat de chucrut. Aquestes receptes van ser recollides per l'activista romaní francesa Esmeralda Romanez al seu llibre La Cuisine Gitane (1993), un dels pocs llibres sobre cuina gitana publicats a Europa.
Entre els gitanos de França i Regne Unit, el erizo (anomenat nigle en romaní) és considerat un manjar, també la carn de conill. Al sud de França i nord de Catalunya, una tradició gitana que s'està perdent era la de cuinar obres de vaca a la brasa, i altres parts de l'animal que la resta de la població rebutjava.